# God of War III
God of War III is een computerspel voor de PlayStation 3, ontwikkeld door SCE Studios Santa Monica en werd uitgegeven door Sony Computer Entertainment. Het is het vijfde spel in de God of War series en werd formeel aangekondigd tijdens de E3 2008 en het is exclusief voor de PlayStation 3 in 2010 uitgebracht.
Er werd eerder al een trailer onthuld waarbij Kratos bij een verwoeste berg Olympus getoond werd en afsloot met de woorden "in the end, there will be only chaos". Onlangs werd er een nieuwe trailer getoond met verschillende gameplaybeelden van Kratos vechtend tegen diverse mythische beesten en een nieuw wapen genaamd de Cestus (2 handschoenen in de vorm van leeuwenhoofden). Deze trailer begint met de woorden "My vengeance is everything." en sloot af met de woorden "Everything must come to an end."
In de zomer van 2009 werd op de E3, de jaarlijkse game-beurs, bekendgemaakt dat God of War 3 pas in maart 2010 zou verschijnen voor de PlayStation 3.
Tijdens deze E3 werden ook nieuwe beelden van een vechtende Kratos onthuld. Nieuw is dat Kratos nu een (dodelijk) schild heeft dat hij ook kan gebruiken tegen vijanden. Verder kan Kratos een stukje vliegen met hulp van Icarus' vleugels. Kratos zal het in het laatste deel van de trilogie opnemen tegen oude vijanden als Cyclopsen en undead soldiers, maar ook tegen nieuwe vijanden als Harpies. Natuurlijk is het de bedoeling om je wraak te voltooien door Zeus te vermoorden, maar dan zal je wel eerst met de andere Olympische Goden Poseidon, Hades, Helios en Hermes moeten vechten. Maar ook Kronos, Gaia en je eigen broer maken het je moeilijk.

## Ontvangst
| Beoordeeld door        | Datum         | Score |
| ---------------------- | ------------- | ----- |
| 1UP                    | 8 maart 2010  | 100%  |
| Game Informer Magazine | 8 maart 2010  | 100%  |
| Gaming since 198x      | 26 maart 2010 | 100%  |
| Impulse Gamer          | maart 2010    | 99%   |
| Games.co.il            | 26 maart 2010 | 98%   |
| GamingEvolution        | 15 maart 2010 | 98%   |
| Jeuxvideo.com          | 8 maart 2010  | 95%   |
| Gaming Target          | 29 maart 2010 | 95%   |
| Lens of Truth          | 12 april 2010 | 95%   |
| Blend Games            | 12 maart 2010 | 90%   |